# 6298 Sawaoka
6298 Sawaoka este un asteroid din centura principală de asteroizi.

## Descriere
6298 Sawaoka este un asteroid din centura principală de asteroizi. A fost descoperit pe 1 decembrie 1988 la Chiyoda de Takuo Kojima. Asteroidul prezintă o orbită caracterizată de o semiaxă mare de 3,11 ua, o excentricitate de 0,27 și o înclinație de 3,8° în raport cu ecliptica.